# Over the Garden Wall (film 1917)
Over the Garden Wall è un cortometraggio muto del 1917 diretto da Norval MacGregor. Sceneggiato da John M. Barber e prodotto dalla Selig, il film aveva come interpreti Elsie Greeson, John Lancaster, Lillian Leighton, William Scott.

## Trama
Un muro separa i giardini dei Jones e dei Brown. John Jones, rimasto vedovo, si è trasferito da poco in quella casa con il figlio Tom. Le loro vicine sono Mary Brown e sua nipote Alice. Tra i due giovani scocca una scintilla, è amore a prima vista e il muro viene adesso usato per i loro incontri. John Jones, intanto, ha riconosciuto nella sua nuova vicina quella che era stato il suo primo amore quand'era bambino. I ricordi riaffiorano dal passato sia per lui che per lei. Quando scoprono quell'antica storia d'amore, Tom e Alice complottano per riunire i due vecchi innamorati e il muro del giardino diverrà importante per portare a buon termine la storia.

## Produzione
Il film fu prodotto dalla Selig Polyscope Company.

## Distribuzione
Distribuito dalla General Film Company, il film - un cortometraggio in una bobina - uscì nelle sale cinematografiche statunitensi nel marzo 1917.